# Криза на идентичността
Кризата на идентичността е понятие от психологията и най-вече от психоанализата на Ерик Ериксън. Тя се появява, когато индивидът изгуби чувството си за тъждественост със себе си и историческа продължителност. Терминът е измислен от Ерик Ериксън.

## Описание
Идентичността е „субективно чувство, както и наблюдаемо качество на лична тъждественост и продължителност, съчетани с вяра в тъждествеността и продължителността на някаква споделена картина за света. Като качество на несамостоятелен съзнателен живот това може да бъде изключително видно у млад човек, който е намерил себе си, както е намерил и своето общество. В него виждаме да изплува уникална унификация (обединение) на това, което е неотменно дадено – това е вид на тялото и темпарамента, надареността и уязвимостта, инфантилните модели и придобитите идеали – с отворени избори, доставени в налични роли, професионални възможности, предложени ценности, срещане на ментори, правене на приятелства и първи сексуални срещи“ (Erikson, 1970).